# 長崎ライチ
長崎 ライチ （ながさき ライチ、欧文表記：Lychee Nagasaki ）は、日本の姉妹による漫画家ユニット。長崎県五島市出身、長崎市在住。

## 概要
原作担当の姉と、作画担当の妹からなる。ペンネームの由来は、姉の「住んでる町の名前なら、かろうじて覚えていられる」、妹の「ライチってかわいいー」という事から。単行本などに記されたキャッチフレーズは「漫画界の禁断の果実」。妹はかつて漫画家だった経験があり、姉は話づくりや背景を手伝っていたとの事。
2007年春、竹書房の4コマ漫画雑誌『まんがくらぶオリジナル』の企画「4コマまんが新人賞第1回Y-1グランプリ」に応募した『紙一重りんちゃん』が、4月期月間賞を獲得した。月間賞の特典として、賞金3万円の授与のほか、『まんがくらぶオリジナル』2007年8月号及びライブドアのウェブコミック配信サイト『Livedoor デイリー4コマ』に受賞作を掲載。さらに第1回Y-1グランプリの年間グランプリにもノミネートされたが、こちらの方は賞を取るには至らなかった。
その後は、漫画雑誌とウェブコミック誌の両方で活動している。2009年2月、エンターブレインの隔月刊漫画雑誌『Fellows!』（のち『ハルタ』に誌名変更）volume3より『ふうらい姉妹』の連載を開始。同作品は翌2010年11月に単行本化され、作者初の単行本となった。作者の体調不良に伴い一時休載ののち不定期連載に移行し、2017年3月まで連載された。
並行して2011年3月、新潮社の漫画雑誌『月刊コミック@バンチ』2011年3月号（創刊号）にて、ストーリー形式のギャグ漫画『そそぎすぎ珈琲館』の連載を開始。しかし、作者の体調不良から連載を続けていくことが難しくなり、第1話をもって打ち切りとなった。
2019年7月発売の『ハルタ』volume66より、デビュー作の『紙一重りんちゃん』をリメイクし2022年3月発売のvolume92まで連載。
2022年4月より姉がYouTubeチャンネル「長崎ライチのいびつな部屋」を開設。なお妹はTwitterにて作画者引退を宣言しており、アニメ投稿作品は姉単独によるもの。

## 作品リスト
漫画作品を初出順に並べた。太字は連載作品である。各作品の詳細等についてはリンク先の各記事を参照。
|  | 連載作品 |  | 読切作品 |

- 凡例
  - 〈収録〉数字：下記漫画単行本に対応  /  未：単行本未収録

|    | 作品名                | 初出誌                                                             | 出版社                     | 収録 | 備考                                                                                    |
| -- | --------------------- | ------------------------------------------------------------------ | -------------------------- | ---- | --------------------------------------------------------------------------------------- |
| 1  | 紙一重りんちゃん      | 『まんがくらぶオリジナル』2007年8月号 『Livedoor デイリー4コマ』   | 竹書房 ライブドア          | 2    | デビュー作。第1回Y-1グランプリ4月期月間賞受賞。漫画雑誌とウェブコミック誌の両方に掲載。 |
| 2  | そそうえくん          | 『まんがくらぶオリジナル』2008年8月号 – 10月号                     | 竹書房                     | 2    | 読者参加企画「新人4コマサバイバル」掲載。                                               |
| 3  | ふうらい姉妹          | 『Fellows!』volume3（2009年2月） - 『ハルタ』volume42（2017年3月） | KADOKAWA／エンターブレイン | 1    | 『ハルタ』volume11から19まで休載、のち不定期連載に移行。                                |
| 4  | 筆おろし望先生        | 『Livedoor デイリー4コマ』                                         | ライブドア                 | 2    | ウェブコミック。                                                                        |
| 5  | 森の女神ちゃま        | 『まんがくらぶオリジナル』2010年8月号 - 2011年3月号                | 竹書房                     | 2    | 目次ページに連載。                                                                      |
| 6  | そそぎすぎ珈琲館      | 『月刊コミック@バンチ』2011年3月号（創刊号）                       | 新潮社                     | 未   | 連載を予定していたが、第1話で中止。                                                     |
| 7  | ピトポン              | 『月刊コミック@バンチ』2011年3月号（創刊号）                       | 新潮社                     | 未   | 連載を予定していたが、第1話で中止。                                                     |
| 8  | 筆おろし望先生 番外編 | 『Livedoor デイリー4コマ 延長戦』2011年9月配信                     | ライブドア                 | 未   | ウェブコミック。原作を担当。作画は上福忍。                                              |
| 9  | ひこうきの苦手な男    | 『Livedoor デイリー4コマ 延長戦』2011年9月配信                     | ライブドア                 | 2    | ウェブコミック。原作を担当。作画は上福忍。                                              |
| 10 | 紙一重りんちゃん      | 『ハルタ』volume66（2019年7月） - volume92（2022年3月）            | KADOKAWA／エンターブレイン | 4    |                                                                                         |

### 漫画単行本
|  | 長編オリジナル |  | 短編集オリジナル |

|   | 書名                     | 出版社                     | レーベル                          | 発行年          | 判型 | 巻数 | 備考                                     |
| - | ------------------------ | -------------------------- | --------------------------------- | --------------- | ---- | ---- | ---------------------------------------- |
| 1 | ふうらい姉妹             | KADOKAWA／エンターブレイン | ビームコミックス→ハルタコミックス | 2010年 - 2017年 | B6   | 4    |                                          |
| 2 | 阿呆にも歴史がありますの | KADOKAWA／エンターブレイン | ビームコミックス                  | 2013年          | B6   | 1    | 上記の作品群・未公開短編やイラストを収録 |
| 3 | 地球に生まれちゃった人々 | KADOKAWA／エンターブレイン | ハルタコミックス                  | 2017年          | B6   | 1    | 未公開短編やイラストを収録               |
| 4 | 紙一重りんちゃん         | KADOKAWA／エンターブレイン | ハルタコミックス                  | 2021年 - 2022年 | B6   | 2    |                                          |